# John Warnock
Pour les articles homonymes, voir Warnock.
Ne doit pas être confondu avec John Warnock Hinckley Jr..
John Warnock, (né le 6 octobre 1940 à Salt Lake City dans l'Utah et mort le 19 août 2023) est un informaticien connu pour avoir fondé avec Charles Geschke en 1982, l'entreprise informatique Adobe Systems qui édite des logiciels graphiques.

## Biographie
Warnock obtient un Bachelor of Science en mathématiques et philosophie et un Master of Science en mathématiques ; de plus il a un Ph. D. en électrotechnique. Tous ses diplômes ont été obtenus à l'université de l'Utah.
Avant la fondation d'Adobe, John Warnock travaille depuis 1978 au Palo Alto Research Center tout comme Geschke. Les deux ont essayé de convaincre sans succès Xerox d'utiliser Interpress (en) comme langage d'impression. Ils quittent Xerox en 1982 ; ils développent un langage similaire à Interpress dans leur nouvelle entreprise Adobe et le commercialisent sous le nom PostScript.
Warnock est le développeur de l'algorithme de Warnock (en) pour le calcul du potentially visible set en Infographie.
Certains des jeux de caractères développés pour Adobe par Robert Slimbach sont appelées Warnock.
Il prend sa retraite comme CEO en 2001 ; depuis 2007, l'entreprise est dirigée par Shantanu Narayen ; Warnock est Co-Chairman of the Board of Directors.

## Prix et distinctions
John Warnock est le récipiendaire de nombreuses distinctions et prix :
- 1989 : Software Systems Award de l'Association for Computing Machinery[2].
- 1995 : Distinguished Alumnus Award de l'université de l'Utah
- 1999 : Élu Fellow de l'Association for Computing Machinery.
- 2000 : Edwin H. Land Medal de la Optical Society of America[3].
- 2002 : Élu Fellow du Musée de l'histoire de l'ordinateur[4]
- 2003 : Bodley Medal (en) de la Bibliothèque bodléienne de l'université d'Oxford[5],[6].
- 2004 : Médaille Lovelace de la British Computer Society de Londres[7].
- Octobre 2006 : Annual Medal of Achievement Award de l'American Electronics Association (en) avec Charles Geschke.
- 2008 : Computer Entrepreneur Award (en) de la IEEE Computer Society avec Charles Geschke[8].
- 2009 : National Medal of Technology and Innovation avec Charles Geschke[9],[10].
- 2010 : Marconi Prize, avec Charles Geschke[11].

Warnock est membre de l'Académie nationale d'ingénierie des États-Unis, de l'Académie américaine des arts et des sciences, et de la Société américaine de philosophie.
Il a reçu des diplômes honoraires de l'université de l'Utah, American Film Institute, et Université de Nottingham